# 两岸密使
两岸密使:174指受中華民國政府或中華人民共和國政府委托、指派，非公开的参与两岸事务处理的人士。
1949年兩岸分治起，双方政治对立。蔣中正主政时期，台海之间尚存在一系列军事冲突。在此期间，两岸高层之间仍有交流。参与者被称为密使，身份多样。有军人、民意代表（立法委员）、媒体人、学者教授、中研院士、政治掮客、宗教领袖，以及外国领袖:174。1979年，时任中華民國總統蒋经国应因中华人民共和国方面的谈判提议提出三不政策。进入1980年代后，政治局势趋缓，两岸事务性交流频繁。李登辉执政的1990年设立海峽交流基金會，成为中華民國政府半官方的代表机构。中华人民共和国政府对应成立海峡两岸关系协会。1992年，两会代表两岸政府在香港会谈。
在两岸政府以半官方名义开展接触后，仍有相关人士担任密使，参与两岸事务交流。李登輝任總統时總統辦公室主任的蘇志誠自1990年起，与时任国台办主任杨斯德等大陆密使有过多次会面。